# Gino Gardassanich
Gino Gardassanich (qui changea son nom en Gino Gard en 1949), né le 26 novembre 1922 à Fiume (État libre de Fiume) (aujourd'hui Rijeka en Croatie) et mort le 12 février 2010, est un footballeur italien et américain des années 1940 et 1950.

## Biographie
Il évolua comme gardien de but.

## Clubs
- 1940-1941 :  Gradjanski Zagreb
- 1941-1942 :  NK Orijent
- 1942-1943 :  Magazzini Generali Fiume[1]
- 1943-1944 :  Todt
- 1944-1945 :  Silurificio Whitehead
- 1945-1946 :  Luellei Radnic
- 1946-1947 :  Quarnero
- novembre 1946 :  AC Fiorentina
- 1947-1948 :  SC Marsala
- 1948-1949 :  Reggina Calcio
- 1949-1959 :  Chicago Slovak

## Équipe nationale
Bien qu'étant de nationalité italienne, il fit partie des joueurs sélectionnés représentant les États-Unis pour la Coupe du monde de football de 1950, mais il ne joua aucun match.

## Palmarès
- Peel Cup
  - Vainqueur en 1951
- National Amateur Cup
  - Finaliste en 1953
- National Soccer League of Chicago
  - Vainqueur en 1951, en 1952 et en 1954 (titre partagé)

## Hommage
Il a été intronisé, en 1976, aux États-Unis au National Soccer Hall of Fame, avec les autres membres de l'équipe de la Coupe du Monde de 1950.